# Stigmella evanida
Stigmella evanida (лат.) — вид молей-малюток рода Stigmella (Nepticulinae) из семейства Nepticulidae.

## Распространение
Южная Америка: Перу, влажные высокогорные луга парамо, Анды (4000 м), Dept. Lima, 10 км севернее Oyón, Quabrada Quichas, Pueblo Quichas, 10°34'17"S, 76°46'03"W.

## Описание
Мелкие молевидные бабочки. Длина передних крыльев самцов 2,9—3,0 мм, размах — 6,4—6,5 мм. Цвет коричневато-кремовый. Жгутик усика самцов состоит из 38 члеников. Самки, гусеницы и биология неизвестны. Имаго появляются в феврале.

## Этимология
Видовое название S. evanida происходит от латинского слова evanidus (слабый, исчезающий), что связано с признаком слабого развития передних крыльев и некоторых частей гениталий самцов (cornuti).